# Naoto Tajima
Naoto Tajima (japonès: 田島直人)  (prefectura d'Ōsaka, 15 d'agost de 1912 - Iwakuni, 4 de desembre de 1990) va ser un atleta japonès, especialista en salt de llargada i triple salt, que va competir durant la dècada de 1930.
El 1932 va prendre part en els Jocs Olímpics d'Estiu de Los Angeles, on fou sisè en la prova del salt de llargada del programa d'atletisme. Quatre anys més tard, als Jocs de Berlín, disputà dues proves del programa d'atletisme. En la prova del triple salt guanyà la medalla d'or, amb un nou rècord del món, que per primera vegada arribava fins als 16,00 metres i que va ser vigent fins al 1951, quan Adhemar da Silva el va millorar en un centímetre. En la prova del salt de llargada guanyà la medalla de bronze, en finalitzar rere Jesse Owens i Lutz Long.
En el seu palmarès també destaquen dues medalles, una d'or i una de bronze, en salt de llargada i triple salt respectivament, als Jocs de l'Extrem Orient de 1934, així com el campionat nacional de triple salt de 1932 i 1935.
El 1938 es va retirar de l'activitat esportiva, però va continuar vinculat a l'atletisme ocupant diversos càrrecs directius a la Federació d'Atletisme del Japó i al Comitè Olímpic Japonès. Va entrenar l'equip d'atletisme als Jocs Olímpics de 1956 i 1964.

## Millors marques
- Salt de llargada. 7m 74cm (1935)
- Triple salt. 16m 00cm (1936)[4]